# TONIGHT (LUNA SEAの曲)
「TONIGHT」（トゥナイト）は、LUNA SEAの13枚目のシングル。2000年5月17日発売。初回限定盤は特殊ジャケット仕様。

## 解説
前作「gravity」より約2ヶ月という短い間でリリース。アルバム『LUNACY』の先行シングルとして発売。

## 収録曲
全作詞･作曲･編曲:LUNA SEA
1. TONIGHT
J原曲。『WOWOW EURO2000 サッカー欧州選手権』（欧州サッカー連盟主催・UEFA欧州選手権）イメージソング。LUNA SEAのシングルの中では、約3分と最も演奏時間の短い曲である。PVは丹修一が手がけた。原案はJによるもので、出演している坂本エンリケは、ティーンエイジャーの頃のJという設定。RYUICHIはこの曲を3〜5回歌って声を嗄らした状態でわざとレコーディングしたという[1]。Jは「この曲聴いて何も感じなかったらそれでいいや」と語っている[2]。JとINORANがそれぞれのソロ・ライヴで、何度もカヴァーしたことがある。
2. be gone
INORAN原曲。
「RA-SE-N」（アルバム『STYLE』収録）以来の変拍子（5拍子）ナンバー。
後半のSUGIZOとINORANのギターは、仮レコーディングの音源が使われている。そのため曲の最後にはSUGIZOとINORANと思われる声がレコーディングされている。
3. be in agony
INORAN原曲。

## 収録アルバム
- TONIGHT
  - LUNACY　
  - PERIOD 〜THE BEST SELECTION〜
  - LUNA SEA COMPLETE BEST
  - LUNA SEA 3D IN LOS ANGELES
  - LUNA SEA COMPLETE BEST -ASIA LIMITED EDITION-
  - LUNA SEA 25th Anniversary Ultimate Best -THE ONE-
  - NEVER SOLD OUT 2
- be gone
  - another side of SINGLES II
- be in agony
  - another side of SINGLES II